# Fan Pengfei
Fan Pengfei (chinês tradicional: 範朋飛, chinês simplificado: 范朋飞; nascida em 15 de fevereiro de 1992) , é um músico independente na música pop na China, ele nasceu na cidade de Zhengzhou, província de Henan, em 15 de fevereiro de 1992. Ele lançou quatro álbuns de música durante 2012 a 2022.

## Biografia
Fan Pengfei não recebeu treinamento musical desde criança, e estudou criação musical em seu tempo livre na faculdade. Depois de se formar na universidade, Fan Pengfei tirou um tempo todos os dias para escrever letras e músicas em seu tempo livre. Fan Pengfei realizou o primeiro concerto do álbum "Li Family Girl"( 李家姑娘） em Zhengzhou, e juntou-se Aidou Music Em 13 de abril de 2014. Fan Pengfei e Zhang Fangli lançaram o single musical "No Phase Separation". 不相分离） Em 19 de maio de 2014. Fan Pengfei lançou o single "Between You and Me" (em inglês). 你我之间） Em 22 de novembro de 2021. Fan Pengfei ganhou o Prêmio Lyricist de Cantar Música Chinesa 2021 em 10 de janeiro de 2022. Fan Pengfei participou do serviço voluntário comunitário de testes de ácido nucleico em Zhengzhou, Henan Em 14 de março de 2022.

## Discografia

### Albums
| Album # | Title                                                       | Released Date   | Label               |
| ------- | ----------------------------------------------------------- | --------------- | ------------------- |
| 1st     | Do not hurt me (不疼我)                                     | 28 June 2012    | Independent release |
| 2nd     | Holding the Son of Heaven to Order Princes (挟天子以令诸侯) | 03 March 2013   | Independent release |
| 3rd     | Li Family (李家姑娘)                                        | 15 March 2014   | Independent release |
| 4th     | Wandering Together (一起去流浪)                             | 21 October 2014 | Independent release |

### Singles
| Single # | Title                               | Released Date |
| -------- | ----------------------------------- | ------------- |
| 1st      | "Her Cat" (她的猫)                  | Sep 2013      |
| 2nd      | "Shengda welcomes you" (升达欢迎您) | Nov 2013      |
| 3rd      | "Not phase separated" (不相分离)    | May 2014      |
| 4th      | "Qianqianzi Yin" (芊芊子吟)         | Nov 2014      |
| 5th      | "Outside the small stack" (小栈外)  | Nov 2014      |
| 6th      | "Old House" (旧故里)                | Jan 2015      |
| 7th      | "Encounter" (邂逅)                  | Jan 2015      |
| 8th      | "Autumn Scissors" (秋风剪)          | Feb 2017      |
| 9th      | "Interfinger note" (指间音符)       | Feb 2012      |